# Paradrillia lithoria
Paradrillia lithoria é uma espécie de gastrópode do gênero Paradrillia, pertencente a família Horaiclavidae.